# الحسن ندياي
الحسن ندياي (25 فبراير 1990 في فرنسا - ) (بالفرنسية: Alassane N'Diaye)‏ هو لاعب كرة قدم فرنسي وسنغالي في مركز الوسط. لعب مع سويندون تاون وكريستال بالاس ونادي إيرتيش بافلودار ونادي بارنت ونادي بيروي ستارا زاغورا ونادي توبول ونادي لوكوموتيف بلوفديف وهايز وييدينغ يونايتد ‏ ونادي ساوثيند يونايتد وهاستينغز يونايتد.

## وصلات خارجية
- الحسن ندياي على موقع قاعدة بيانات كرة القدم.إي يو (الإنجليزية)
- الحسن ندياي على موقع Soccerbase.com (لاعب) (الإنجليزية)
- الحسن ندياي على موقع Soccerway.com (الإنجليزية)
- الحسن ندياي على موقع عالم كرة القدم.نت (الإنجليزية)